# Tatiana Dueñas
Pour les articles homonymes, voir Dueñas (homonymie).
Tatiana Dueñas, née le 31 mars 1998 à Bogota est une coureuse cycliste colombienne, membre de l'équipe Colnago CM (es).

## Biographie
Tatiana Dueñas s'illustre en catégorie junior sur route et sur piste. En 2016, elle est championne panaméricaine et de Colombie du contre-la-montre sur route, et championne panaméricaine de scratch et de poursuite sur piste. 
En 2018, elle remporte la médaille d'or de la poursuite par équipe aux Jeux sud-américains, avec Milena Salcedo, Jessica Parra, Serika Gulumá. Elles établissent à cette occasion un record de Colombie, parcourant les 4 000 mètres en 4 min 29 s 651.
Tatiana Dueñas est recrutée en 2019 par l'équipe américaine Illuminate. En début de saison, elle prend la troisième place du championnat de Colombie sur route espoirs.

## Palmarès sur route

### Par année
- 2016
  -  Championne de Colombie du contre-la-montre junior
  -  Championne panaméricaine du contre-la-montre junior
- 2018
  - 2e du championnat de Colombie du contre-la-montre espoirs
- 2019
  - 3e du championnat de Colombie sur route espoirs
- 2022
  - 2e du championnat de Colombie du contre-la-montre

### Classements mondiaux
| Année                                 | 2019 | 2020 | 2021 | 2022 | 2023  |
| ------------------------------------- | ---- | ---- | ---- | ---- | ----- |
| Classement UCI                        | 394e | nc   | 679e | 632e | 1388e |
|                                       |      |      |      |      |       |
| Légende : nc = non classéSource : UCI |      |      |      |      |       |

## Palmarès sur piste

### Championnats panaméricains
- 2015
  -  Médaillée d'argent de la poursuite par équipes juniors
  -  Médaillée de bronze de l'omnium juniors
- 2016
  -  Championne panaméricaine de scratch juniors
  -  Championne panaméricaine de poursuite juniors
  -  Médaillée d'argent de la course aux points juniors
- 2021
  -  Championne panaméricaine de poursuite par équipes
  -  Médaillée d'argent de l'américaine

### Jeux sud-américains
- Cochabamba 2018
  -  Médaillée d'or de la poursuite par équipes (avec Milena Salcedo, Jessica Parra, Serika Gulumá)

### Jeux d'Amérique centrale et des Caraïbes
- Barranquilla 2018
  -  Médaillée d'argent de la poursuite par équipes

### Championnats de Colombie
- Medellín 2016
  -  Médaillée d'or de la poursuite par équipes (avec Jessica Parra, Camila Valbuena et Milena Salcedo)[2].
- Cali 2017
  -  Médaillée d'or de la poursuite par équipes (avec Milena Salcedo, Jessica Parra et Camila Valbuena)[3].
  -  Médaillée d'or de l'omnium[4].
- Cali 2018
  -  Médaillée d'or de la poursuite par équipes (avec Lina Rojas, Jessica Parra et Milena Salcedo)[5].
  -  Médaillée de bronze de l'omnium[6].